# Ecteinascidia modesta
Ecteinascidia modesta är en sjöpungsart som beskrevs av Monniot 200. Ecteinascidia modesta ingår i släktet Ecteinascidia och familjen Perophoridae. Inga underarter finns listade i Catalogue of Life.